# Cyrestis deboeri
Cyrestis deboeri är en fjärilsart som beskrevs av Kalis 1941. Cyrestis deboeri ingår i släktet Cyrestis och familjen praktfjärilar. Inga underarter finns listade i Catalogue of Life.